# Angelika Bachmann
Angelika Bachmann (München, 16 mei 1979) is een voormalig tennisspeelster uit Duitsland. Bachmann begon met tennis toen zij zes jaar oud was. Haar favoriete ondergrond is hardcourt. Zij speelt rechtshandig en heeft een tweehandige backhand. Zij was actief in het internationale tennis van 1996 tot en met 2009.

## Loopbaan

### Enkelspel
Bachmann debuteerde in 1996 op het ITF-toernooi van Neurenberg (Duitsland). Zij stond in 1999 voor het eerst in een finale, op het ITF-toernooi van Büchen (Duitsland) – zij verloor van landgenote Vanessa Henke. In 2001 veroverde Bachmann haar eerste titel, op het ITF-toernooi van Pilsen (Tsjechië), door de Tsjechische Renata Kučerová te verslaan. In totaal won zij twee ITF-titels, de andere in 2003 in Pétange (Luxemburg).
In 1999 kwalificeerde Bachmann zich voor het eerst voor een WTA-hoofdtoernooi, op het toernooi van Tasjkent – zij bereikte er de halve finale. Dit is tevens het beste resultaat dat zij ooit op de WTA-toernooien behaalde. In 2000 kwalificeerde zij zich voor het eerst voor een grandslamtoernooi, op Roland Garros.
Haar hoogste notering op de WTA-ranglijst is de 130e plaats, die zij bereikte in april 2000.

### Dubbelspel
Bachmann was in het dubbelspel minder actief dan in het enkelspel, maar behaalde daarin niettemin betere resultaten. Zij debuteerde in 1996 op het ITF-toernooi van Koksijde (België), samen met landgenote Dorothee Buschhuter. Zij stond in 1997 voor het eerst in een finale, op het ITF-toernooi van Cascais (Portugal), geflankeerd door de Roemeense Magda Mihalache – zij verloren van het duo Kirstin Freye en Anna Żarska. In 2000 veroverde Bachmann haar eerste titel, op het ITF-toernooi van Cagnes-sur-Mer (Frankrijk), samen met de Italiaanse Giulia Casoni, door het duo Iroda Tulyaganova en Hanna Zaporozjanova te verslaan. In totaal won zij zeven ITF-titels, de laatste in 2007 in Fort Walton Beach (VS).
In 1999 speelde Bachmann voor het eerst op een WTA-hoofdtoernooi, op het toernooi van Tasjkent, samen met de Russin Jekaterina Sysojeva – zij bereikten er de tweede ronde. Op de WTA-toernooien kwam zij nooit verder dan de tweede ronde (vaak kwartfinale geheten). In 2000 had zij haar grandslamdebuut, op Roland Garros, samen met de Oostenrijkse Karin Kschwendt. Eénmaal won Bachmann een grandslampartij, op Wimbledon 2000 – met de Deense Eva Dyrberg aan haar zijde versloeg zij het koppel Eva Martincová en Sandra Načuk.
Haar hoogste notering op de WTA-ranglijst is de 90e plaats, die zij bereikte in december 2000.

## Posities op deWTA-ranglijst
Positie per einde seizoen:
| jaar | rang enkelspel | rang dubbelspel |
| ---- | -------------- | --------------- |
| 1996 | 893            | –               |
| 1997 | 629            | 642             |
| 1998 | 573            | 488             |
| 1999 | 151            | 283             |
| 2000 | 149            | 92              |
| 2001 | 194            | 170             |
| 2002 | 198            | 252             |
| 2003 | 216            | 238             |
| 2004 | 196            | 352             |
| 2005 | 169            | 476             |
| 2006 | 272            | 123             |
| 2007 | 168            | 135             |
| 2008 | 167            | 482             |
| 2009 | 594            | –               |

## Palmares

### Gewonnen ITF-toernooien enkelspel
| nr. | finale     | toernooi | dotatie | ondergrond | tegenstandster in finale | score         |
| --- | ---------- | -------- | ------- | ---------- | ------------------------ | ------------- |
| 1.  | 2001-10-07 | Pilsen   | $10.000 | gravel (i) | Renata Kučerová          | 6-2, 3-6, 6-2 |
| 2.  | 2003-08-03 | Pétange  | $10.000 | gravel     | Bianka Lamade            | 6-4, 7-6      |

### Gewonnen ITF-toernooien dubbelspel
| nr. | finale     | toernooi             | dotatie | ondergrond    | partner           | tegenstandsters in finale                | score         |
| --- | ---------- | -------------------- | ------- | ------------- | ----------------- | ---------------------------------------- | ------------- |
| 1.  | 2000-04-16 | Cagnes-sur-Mer       | $25.000 | hardcourt     | Giulia Casoni     | Iroda Tulyaganova Hanna Zaporozjanova    | 7-5, 6-1      |
| 2.  | 2001-03-11 | Ortisei              | $25.000 | hardcourt (i) | Eva Dyrberg       | Jekaterina Kozjochina Kelly Liggan       | 3-6, 6-4, 6-2 |
| 3.  | 2003-07-20 | Garching bei München | $25.000 | gravel        | Lenka Němečková   | Antonia Matic Lydia Steinbach            | 6-2, 7-6      |
| 4.  | 2003-08-10 | Hechingen            | $25.000 | gravel        | Jasmin Wöhr       | Daniela Klemenschits Sandra Klemenschits | 6-1, 6-4      |
| 5.  | 2006-11-12 | Toronto              | $25.000 | hardcourt (i) | Hana Šromová      | Heidi El Tabakh Raluca Olaru             | 6-4, 6-1      |
| 6.  | 2007-01-14 | Tampa                | $25.000 | hardcourt     | Tetiana Luzhanska | Andrea Hlaváčková Olga Blahotová         | 7-5, 6-2      |
| 7.  | 2007-01-21 | Fort Walton Beach    | $25.000 | hardcourt     | Tetiana Luzhanska | Marie-Ève Pelletier Sunitha Rao          | 7-5, 6-7, 7-6 |

## Resultaten grandslamtoernooien
| Legenda | Legenda                          |
| ------- | -------------------------------- |
| g.t.    | geen toernooi gehouden           |
| l.c.    | lagere categorie                 |
| –       | niet deelgenomen                 |
| G       | uitgeschakeld in de groepsfase   |
| 1R      | uitgeschakeld in de eerste ronde |
| 2R      | uitgeschakeld in de tweede ronde |
| 3R      | uitgeschakeld in de derde ronde  |
| 4R      | uitgeschakeld in de vierde ronde |
| KF      | uitgeschakeld in de kwartfinale  |
| HF      | uitgeschakeld in de halve finale |
| F       | de finale verloren               |
| W       | het toernooi gewonnen            |
| w-v     | winst/verlies-balans             |

### Enkelspel
| Australian Open | –  | 1R | 1R |
| Roland Garros   | 1R | –  | –  |
| Wimbledon       | –  | –  | –  |
| US Open         | 1R | –  | –  |

### Vrouwendubbelspel
| toernooi        | 2000 | 2001 |
| --------------- | ---- | ---- |
| Australian Open | –    | 1R   |
| Roland Garros   | 1R   | 1R   |
| Wimbledon       | 2R   | 1R   |
| US Open         | 1R   | –    |